# One Piece
One Piece (ワンピース, Wan Pīsu) é uma série de mangá escrita e ilustrada por Eiichiro Oda. Os capítulos têm sido publicados na revista Weekly Shōnen Jump, tendo sua primeira publicação em 22 de julho de 1997, com os capítulos compilados e publicados em 111 volumes tankōbon pela editora Shueisha até março de 2025. One Piece segue as aventuras de Monkey D. Luffy, um jovem cujo corpo ganhou as propriedades de borracha após ter comido uma fruta do poder acidentalmente. Com sua tripulação, os Piratas do Chapéu de Palha, Luffy explora a Grand Line em busca do tesouro mais procurado do mundo, o "O Grande Tesouro Entrelaçador/ Símbolo Único" - "One Piece"/ "ひとつなぎの大秘宝" - "ワンピース" (Hitotsunagi no Daihihou - One Piece), a fim de se tornar o próximo Rei dos Piratas. One Piece atingiu a marca de mil capítulos publicados na Weekly Shonen Jump em janeiro de 2021, se tornando um dos raros mangás a ultrapassar tal marca, apesar de inicialmente ter sido rejeitado três vezes em 1996 para publicação seriada na revista pelo editor-chefe Kazuhiko Torishima, devido principalmente a problemas técnicos de quadrinização, que poderiam dificultar a compreensão de leitura dos mais novos.
O mangá foi adaptado em um episódio OVA produzido pela Production I.G em 1998, e num anime produzido pela Toei Animation, transmitido no Japão desde 1999. Além disso, a Toei Animation produziu catorze filmes de anime, um OVA e treze episódios especiais de televisão. Foram lançadas também vários tipos de mídias desenvolvidas por diversas empresas relacionadas à série, como um jogo de cartas colecionável, e vários jogos eletrônicos. A série de mangá é licenciada e publicada no Brasil pela editora Panini Comics. A série de anime já foi exibida no Brasil, e em Portugal. Atualmente a série é transmitida simultaneamente pela Crunchyroll no Brasil e transmitida pelo Netflix com uma nova dublagem em português brasileiro desde 2020.
One Piece recebeu elogios pelo seu enredo, humor e caracterização. Vários volumes do mangá quebraram recordes de publicação, incluindo a maior tiragem inicial de qualquer livro no Japão. O sítio oficial da série anunciou que o mangá estabeleceu um recorde mundial como "a série de quadrinhos de um mesmo autor com mais cópias publicadas no mundo". Em agosto de 2022, tinha mais de 516,6 milhões de cópias em circulação em 61 países e regiões em todo o mundo, tornando-se a série de mangá mais vendida da história e a série de quadrinhos mais vendida impressa em volume de livro. Foi a série de mangá mais vendida pelo décimo primeiro ano consecutivo em 2018. One Piece é uma das franquias de mídia com maior bilheteria de todos os tempos, estima-se que tenha gerado mais de 21 bilhões de dólares em receita total de franquia, a partir de mangás, animes e filmes, jogos e mercadorias.

## Sinopse

### Premissa

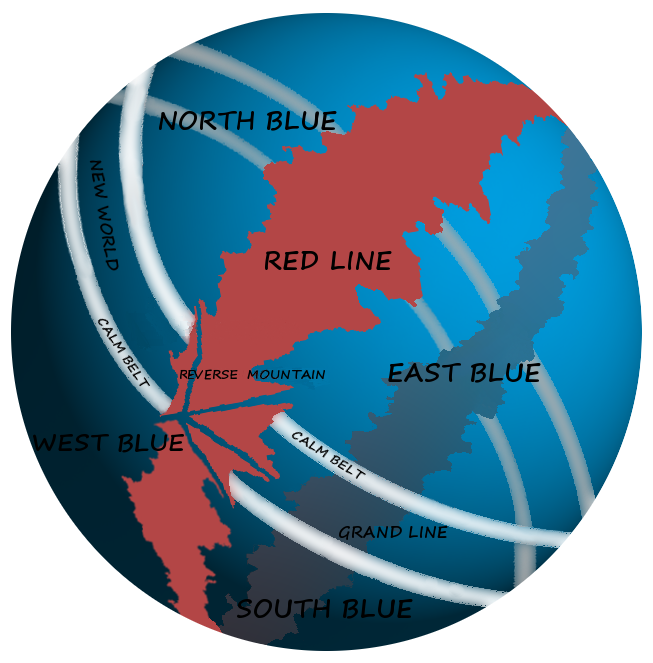
O globo do mundo de One Piece

O mundo de One Piece é povoado por humanos e muitas outras raças, como anões, homens-peixe e gigantes. É coberto por dois vastos oceanos, que são divididos por uma enorme cordilheira chamada Red Line; A Grand Line, um mar que corre perpendicularmente à Red Line, divide-os em quatro mares: North Blue, East Blue, West Blue e South Blue. Ao redor da Grand Line, estão duas regiões chamadas Calm Belts, semelhantes às latitudes dos cavalos, que quase não experimentam ventos ou correntes oceânicas e são o terreno fértil para enormes criaturas marinhas chamadas reis-dos-mares. Por isso, os Calm Belts são barreiras muito eficazes para quem tenta entrar na Grand Line. No entanto, navios da Marinha, membros de uma organização intergovernamental conhecida como Governo Mundial, são capazes de usar uma pedra de prisma-do-mar (em japonês:  海楼石, transl. Kairōseki) para mascarar sua presença dos reis-dos-mares e podem simplesmente passar pelos Calm Belts. Todos os outros navios são forçados a seguir uma rota mais perigosa, passando por uma montanha na primeira interseção da Grand Line e da Red Line, um sistema de canais conhecido como Reverse Mountain. A água do mar de cada um dos quatro mares sobe aquela montanha e se funde no topo para fluir por um quinto canal e entrar na primeira metade da Grand Line, chamada Paraíso por causa da comparação com a segunda metade.

### Enredo
A série foca em Monkey D. Luffy, um jovem que se tornou usuário de Akuma no Mi, frutas especiais que dão determinados tipos de poderes para quem as ingerir, acidentalmente quando era criança. Ele comeu a Akuma no Mi conhecida como Gomu Gomu no Mi, ou Fruta da Borracha, que estava sob posse da tripulação do poderoso pirata Shanks, o Ruivo, o ídolo de infância de Luffy. Ao completar 17 anos, Luffy parte em uma jornada do mar do East Blue para encontrar um tesouro lendário, o One Piece, pois seu grande sonho de vida é proclamar-se o Rei dos Piratas. Em um esforço para organizar sua própria tripulação, os Piratas do Chapéu de Palha, Luffy resgata e faz amizade com um caçador de piratas e espadachim chamado Roronoa Zoro, e eles partem em busca do tesouro titular. Eles são acompanhados em sua jornada por Nami, uma ladra e navegadora obcecada por dinheiro; Usopp, um franco-atirador e mentiroso compulsivo; e Sanji, um cozinheiro amoroso mas cavalheiresco. Eles adquirem um navio, o Going Merry, e se envolvem em confrontos com notórios piratas do East Blue. Enquanto Luffy e sua equipe partem em suas aventuras, outros se juntam à equipe mais tarde na série, incluindo Tony Tony Chopper, um médico de renas antropomorfizado; Nico Robin, arqueóloga e ex-assassina da Baroque Works; Franky, um construtor naval ciborgue; Brook, um músico esqueleto e espadachim; e Jimbei, um timoneiro homem-peixe e ex-membro dos Sete Corsários do Mar (em japonês:  王下七武海, transl. Ōka Shichibukai). Uma vez que o Going Merry está danificado além do reparo, Franky constrói um novo navio para os Piratas do Chapéu de Palha, o Thousand Sunny. Juntos, eles encontram outros piratas, caçadores de recompensas, organizações criminosas, revolucionários, agentes secretos e soldados do corrupto Governo Mundial, e vários outros amigos e inimigos, enquanto navegam pelos mares em busca de seus sonhos.

## Produção
Oda começou a escrever One Piece em 1996, enquanto trabalhava como assistente de Nobuhiro Watsuki. Começou com duas histórias em one-shot, intituladas Romance Dawn —que mais tarde seria usado como o título do primeiro capítulo e volume de One Piece. Ambos apresentavam o personagem de Luffy e incluíam elementos que apareceriam mais tarde na série principal. A primeira dessas histórias curtas foi publicada em agosto de 1996 na Akamaru Jump e posteriormente em One Piece Red. A segunda foi publicada na 41.ª edição da Weekly Shōnen Jump em 1996 e republicada na coleção de histórias curtas de Oda de 1998, Wanted!.
Ao criar uma fruta do diabo, Oda pensa em algo que satisfaria um desejo humano; ele acrescentou que não vê por que desenharia uma fruta do diabo, a menos que a aparência da fruta atraísse alguém a comê-la. Os nomes de muitos ataques especiais, assim como outros conceitos do mangá, consistem em uma forma de punição na qual as frases escritas em kanji são combinadas com uma leituraidiossincrática. Os nomes das técnicas de Luffy, Sanji, Chopper, Robin e Franky são frequentemente misturados com outras línguas, e os nomes de várias técnicas de espada de Zoro são projetados como piadas; alguns deles parecem assustadores à primeira vista, mas soam como tipos de comida quando lidos em voz alta. Por exemplo, o movimento Onigiri, de Zoro, significa corte demoníaco, mas é pronunciado da mesma forma que bolinho de arroz em japonês. Eisaku Inoue, diretor de animação, disse que os criadores não usaram essas leituras de kanji no anime, uma vez que "poderiam ter diminuído as risadas pela metade". No entanto, o diretor Konosuke Uda disse que acredita que os criadores "fizeram o anime bem próximo do mangá".
Oda mostrou-se "sensível" sobre como seu trabalho seria traduzido. Em muitos casos, a versão anglófona do mangá de One Piece usa uma onomatopeia para várias onomatopeias usadas na versão japonesa. Por exemplo, "saaa" (o som da chuva leve, próximo de uma névoa) e "zaaa" (o som da chuva forte) foram ambas traduzidas como "fshhhhhhh". Ao contrário de outros artistas de mangá, Oda desenha tudo o que se move para criar uma aparência consistente, deixando sua equipe desenhar os cenários com base em esboços que ele desenhou. Quando um leitor perguntou por quem Nami estava apaixonada, Oda respondeu que dificilmente haveria casos de amor dentro da equipe de Luffy. O autor também explicou que evita deliberadamente incluí-los em One Piece, já que a série é um mangá shōnen e os meninos que o leem não estão interessados em histórias de amor.
Oda revelou que ele originalmente planejou One Piece para durar cinco anos, e que ele já havia planejado o final. No entanto, ele descobriu que levaria mais tempo do que esperava. Oda afirmou que o final seria o que ele havia decidido no começo e que está comprometido em concretizá-lo.

## Mídia

### Mangá
Escrito e ilustrado por Eiichiro Oda, One Piece tem sido serializado pela Weekly Shōnen Jump desde 22 de julho de 1997. Os capítulos foram compilados em volumes tankōbon pela Shueisha desde 24 de dezembro de 1997. No total, há 1148 capítulos e 111 volumes tankōbon. Oda, em parceria com Akira Toriyama, criou um crossover de One Piece e Dragon Ball, de Toriyama. Intitulado Cross Epoch, o one-shot foi publicado na edição de 25 de dezembro de 2006 da Weekly Shōnen Jump e na edição de abril de 2011 da Shonen Jump. Oda colaborou com Mitsutoshi Shimabukuro, autor de Toriko, para um one-shot crossover de suas séries intitulado Taste of the Devil Fruit (実食! 悪魔の実!!, Jitsushoku! Akuma no Mi!!; lit. "The True Food! Devil Fruit!!"), lançado na edição de 4 de abril de 2011 da Weekly Shōnen Jump. A série spin-off One Piece Party (ワンピースパーティー, Wan Pīsu Pātī), escrita por Ei Andō em estilo chibi, sendo serializado na edição de janeiro de 2015 da Saikyō Jump.
Dentre os países lusófonos, O Brasil foi o primeiro a publicar One Piece, inclusive anteriormente até mesmo à edição estadunidense, que lançou somente em novembro de 2002 a obra na versão americana da revista, enquanto no Brasil ela já vinha sendo publicada mensalmente pela editora Conrad desde fevereiro do mesmo ano, sendo portanto um dos onze primeiros países não somente dentre os lusófonos, mas do mundo com um todo a investir em publicar One Piece. Outro fato curioso é que até o momento o Brasil é um dos poucos países que publicou os Databooks, livros contendo curiosidades de bastidores do processo de fazedura do título. Mesmo até o momento esses livros não foram publicados nem mesmo nos Estados Unidos.
O mangá de One Piece foi licenciado em inglês pela Viz Media, publicando em capítulos na revista Shonen Jump, desde o lançamento da mesma em novembro de 2002, e em volumes encadernados desde 30 de junho de 2003. Em 2009, Viz anunciou o lançamento de cinco volumes por mês durante a primeira metade de 2010 para alcançar a serialização no Japão. Após a descontinuação da Shonen Jump, a Viz começou a lançar One Piece capítulo a capítulo em seu sucessor digital Weekly Shonen Jump em 30 de janeiro de 2012. No Reino Unido, os volumes foram publicados pela Gollancz Manga, começando em março de 2006, até a Viz Media assumir o controle depois do décimo quarto volume. Na Austrália e Nova Zelândia, os volumes em inglês foram distribuídos pela Madman Entertainment desde 10 de novembro de 2008. O mangá é licenciado pela Japonica Polonica Fantastica na Polónia, Glénat na França, Panini Comics no México e Brasil, Devir em Portugal desde 2022, LARP Editores e posteriormente Ivrea na Argentina, Planeta de Libros na Espanha, Edizioni Star Comics na Itália.
Uma curiosidade sobre os mangás como um todo é a sua maneira de se expressar usando apenas imagens, em especifico como eles mostram as emoções dos personagens ao acrescentar simples formas ou cores que podem significar muita coisa, como por exemplo os olhos em espiral para demonstrar tontura ou as veias em destaque na testa para expressar raiva.

#### Lista de volumes
| N.º | Japonês                | Japonês           | Português               | Português         |
| N.º | Data de lançamento     | ISBN              | Data de lançamento      | ISBN              |
| --- | ---------------------- | ----------------- | ----------------------- | ----------------- |
| 1   | 24 de dezembro de 1997 | 4-08-872509-3     | fevereiro de 2012       | 978-85-7351-697-5 |
| 2   | 3 de abril de 1998     | 4-08-872544-1     | março de 2012           | 978-85-7351-884-9 |
| 3   | 4 de junho de 1998     | 4-08-872569-7     | abril de 2012           | 978-85-7351-893-1 |
| 4   | 4 de agosto de 1998    | 4-08-872594-8     | 17 de maio de 2012      | 978-85-7351-903-7 |
| 5   | 2 de outubro de 1998   | 4-08-872619-7     | 18 de junho de 2012     | 978-85-7351-910-5 |
| 6   | 3 de dezembro de 1998  | 4-08-872642-1     | 24 de julho de 2012     | 978-85-7351-925-9 |
| 7   | 4 de março de 1999     | 4-08-872683-9     | 27 de agosto de 2012    | 978-85-7351-927-3 |
| 8   | 30 de abril de 1999    | 4-08-872712-6     | 17 de setembro de 2012  | 978-85-7351-940-2 |
| 9   | 2 de julho de 1999     | 4-08-872735-5     | 18 de outubro de 2012   | 978-85-7351-956-3 |
| 10  | 4 de outubro de 1999   | 4-08-872773-8     | 30 de novembro de 2012  | 978-85-7351-960-0 |
| 11  | 2 de dezembro de 1999  | 4-08-872797-5     | dezembro de 2012        | 978-85-7351-972-3 |
| 12  | 2 de fevereiro de 2000 | 4-08-872822-X     | 9 de janeiro de 2013    | 978-85-7351-976-1 |
| 13  | 28 de abril de 2000    | 4-08-872863-7     | fevereiro de 2013       | 978-85-7351-992-1 |
| 14  | 4 de julho de 2000     | 4-08-872888-2     | março de 2013           | 978-85-7351-999-0 |
| 15  | 4 de setembro de 2000  | 4-08-873009-7     | 11 de abril de 2013     | 978-85-426-0001-8 |
| 16  | 4 de dezembro de 2000  | 4-08-873045-3     | 17 de maio de 2013      | 978-85-426-0032-2 |
| 17  | 2 de fevereiro de 2001 | 4-08-873073-9     | 14 de junho de 2013     | 978-85-426-0037-7 |
| 18  | 4 de abril de 2001     | 4-08-873100-X     | julho de 2013           | 978-85-426-0043-8 |
| 19  | 4 de julho de 2001     | 4-08-873133-6     | agosto de 2013          | 978-85-426-0101-5 |
| 20  | 4 de setembro de 2001  | 4-08-873158-1     | 20 de setembro de 2013  | 978-85-426-0051-3 |
| 21  | 4 de dezembro de 2001  | 4-08-873194-8     | 19 de outubro de 2013   | 978-85-426-0054-4 |
| 22  | 4 de fevereiro de 2002 | 4-08-873222-7     | 22 de novembro de 2013  | 978-85-426-0067-4 |
| 23  | 4 de abril de 2002     | 4-08-873252-9     | 19 de dezembro de 2013  | 978-85-426-0070-4 |
| 24  | 4 de julho de 2002     | 4-08-873282-0     | 27 de janeiro de 2014   | 978-85-426-0088-9 |
| 25  | 4 de setembro de 2002  | 4-08-873313-4     | 20 de fevereiro de 2014 | 978-85-426-0094-0 |
| 26  | 4 de dezembro de 2002  | 4-08-873336-3     | 20 de março de 2014     | 978-85-426-0098-8 |
| 27  | 4 de fevereiro de 2003 | 4-08-873379-7     | 25 de abril de 2014     | 978-85-426-0156-5 |
| 28  | 1 de maio de 2003      | 4-08-873418-1     | 20 de maio de 2014      | 978-85-426-0110-7 |
| 29  | 4 de julho de 2003     | 4-08-873480-7     | junho de 2014           | 978-85-426-0116-9 |
| 30  | 3 de outubro de 2003   | 4-08-873502-1     | julho de 2014           | 978-85-426-0122-0 |
| 31  | 19 de dezembro de 2003 | 4-08-873551-X     | 22 de agosto de 2014    | 978-85-426-0127-5 |
| 32  | 4 de março de 2004     | 4-08-873571-4     | 19 de setembro de 2014  | 978-85-426-0165-7 |
| 33  | 4 de junho de 2004     | 4-08-873593-5     | outubro de 2014         | 978-85-426-0172-5 |
| 34  | 4 de agosto de 2004    | 4-08-873638-9     | 19 de novembro de 2014  | 978-85-426-0141-1 |
| 35  | 4 de novembro de 2004  | 4-08-873667-2     | dezembro de 2014        | 978-85-426-0145-9 |
| 36  | 4 de fevereiro de 2005 | 4-08-873768-7     | janeiro de 2015         | 978-85-7351-875-7 |
| 37  | 28 de abril de 2005    | 4-08-873802-0     | 6 de fevereiro de 2015  | 978-85-426-0193-0 |
| 38  | 4 de julho de 2005     | 4-08-873839-X     | março de 2015           | 978-85-7351-911-2 |
| 39  | 4 de novembro de 2005  | 4-08-873872-1     | abril de 2015           | 978-85-426-0207-4 |
| 40  | 26 de dezembro de 2005 | 4-08-874003-3     | 25 de maio de 2015      | 978-85-426-0217-3 |
| 41  | 4 de abril de 2006     | 4-08-874047-5     | 20 de junho de 2015     | 978-85-7351-973-0 |
| 42  | 4 de julho de 2006     | 4-08-874127-7     | 26 de julho de 2015     | 978-85-426-0239-5 |
| 43  | 4 de setembro de 2006  | 4-08-874149-8     | agosto de 2015          | 978-85-426-0250-0 |
| 44  | 4 de dezembro de 2006  | 4-08-874287-7     | setembro de 2015        | 978-85-426-0271-5 |
| 45  | 2 de março de 2007     | 978-4-08-874314-1 | outubro de 2015         | 978-85-426-0272-2 |
| 46  | 4 de julho de 2007     | 978-4-08-874382-0 | novembro de 2015        | 978-85-426-0286-9 |
| 47  | 4 de setembro de 2007  | 978-4-08-874411-7 | 18 de dezembro de 2015  | 978-85-426-0314-9 |
| 48  | 4 de dezembro de 2007  | 978-4-08-874442-1 | janeiro de 2016         | 978-85-426-0093-3 |
| 49  | 4 de março de 2008     | 978-4-08-874485-8 | fevereiro de 2016       | 978-85-426-0337-8 |
| 50  | 4 de junho de 2008     | 978-4-08-874521-3 | março de 2016           | 978-85-426-0117-6 |
| 51  | 4 de setembro de 2008  | 978-4-08-874563-3 | abril de 2016           | 978-85-426-0128-2 |
| 52  | 4 de dezembro de 2008  | 978-4-08-874602-9 | maio de 2016            | 978-85-426-0170-1 |
| 53  | 4 de março de 2009     | 978-4-08-874640-1 | junho de 2016           | 978-85-426-0177-0 |
| 54  | 4 de junho de 2009     | 978-4-08-874662-3 | julho de 2016           | 978-85-426-0190-9 |
| 55  | 4 de setembro de 2009  | 978-4-08-874727-9 | agosto de 2016          | 978-85-426-0205-0 |
| 56  | 4 de dezembro de 2009  | 978-4-08-874761-3 | setembro de 2016        | 978-85-426-0154-1 |
| 57  | 4 de março de 2010     | 978-4-08-870010-6 | outubro de 2016         | 978-85-426-0254-8 |
| 58  | 4 de junho de 2010     | 978-4-08-870045-8 | novembro de 2016        | 978-85-426-0279-1 |
| 59  | 4 de agosto de 2010    | 978-4-08-870083-0 | dezembro de 2016        | 978-85-426-0318-7 |
| 60  | 4 de novembro de 2010  | 978-4-08-870125-7 | outubro de 2016         | 978-85-426-0344-6 |
| 61  | 4 de fevereiro de 2011 | 978-4-08-870175-2 | novembro de 2016        | 978-85-426-0383-5 |
| 62  | 2 de maio de 2011      | 978-4-08-870217-9 | dezembro de 2016        | 978-85-426-0412-2 |
| 63  | 4 de agosto de 2011    | 978-4-08-870270-4 | janeiro de 2017         | 978-85-426-0450-4 |
| 64  | 4 de novembro de 2011  | 978-4-08-870301-5 | fevereiro de 2017       | 978-85-426-0503-7 |
| 65  | 3 de fevereiro de 2012 | 978-4-08-870367-1 | março de 2017           | 978-85-426-0554-9 |
| 66  | 2 de maio de 2012      | 978-4-08-870416-6 | abril de 2017           | 978-85-426-0593-8 |
| 67  | 3 de agosto de 2012    | 978-4-08-870476-0 | maio de 2017            | 978-85-426-0646-1 |
| 68  | 2 de novembro de 2012  | 978-4-08-870531-6 | junho de 2017           | 978-85-426-0668-3 |
| 69  | 4 de março de 2013     | 978-4-08-870614-6 | 21 de julho de 2017     | 978-85-426-0693-5 |
| 70  | 4 de junho de 2013     | 978-4-08-870660-3 | agosto de 2017          | 978-85-426-0757-4 |
| 71  | 2 de agosto de 2013    | 978-4-08-870781-5 | setembro de 2017        | 978-85-426-0825-0 |
| 72  | 1 de novembro de 2013  | 978-4-08-870833-1 | outubro de 2017         | 978-85-426-0842-7 |
| 73  | 4 de março de 2014     | 978-4-08-880022-6 | 17 de novembro de 2017  | 978-85-426-0871-7 |
| 74  | 4 de junho de 2014     | 978-4-08-880069-1 | 20 de dezembro de 2017  | 978-85-426-0893-9 |
| 75  | 4 de setembro de 2014  | 978-4-08-880171-1 | 15 de janeiro de 2018   | 978-85-426-0944-8 |
| 76  | 27 de dezembro de 2014 | 978-4-08-880219-0 | fevereiro de 2018       | 978-85-426-0962-2 |
| 77  | 3 de abril de 2015     | 978-4-08-880326-5 | março de 2018           | 978-85-426-1042-0 |
| 78  | 3 de julho de 2015     | 978-4-08-880422-4 | abril de 2018           | 978-85-426-1084-0 |
| 79  | 3 de outubro de 2015   | 978-4-08-880496-5 | maio de 2018            | 978-85-426-1134-2 |
| 80  | 28 de dezembro de 2015 | 978-4-08-880578-8 | junho de 2018           | 978-85-426-1154-0 |
| 81  | 4 de abril de 2016     | 978-4-08-880648-8 | julho de 2018           | 978-85-426-1186-1 |
| 82  | 4 de julho de 2016     | 978-4-08-880726-3 | agosto de 2018          | 978-85-426-1297-4 |
| 83  | 4 de novembro de 2016  | 978-4-08-880801-7 | setembro de 2018        | 978-85-426-1349-0 |
| 84  | 3 de fevereiro de 2017 | 978-4-08-881002-7 | outubro de 2018         | 978-85-426-1400-8 |
| 85  | 2 de maio de 2017      | 978-4-08-881070-6 | novembro de 2018        | 978-85-426-1419-0 |
| 86  | 4 de agosto de 2017    | 978-4-08-881198-7 | dezembro de 2018        | 978-85-426-1432-9 |
| 87  | 2 de novembro de 2017  | 978-4-08-881225-0 | fevereiro de 2019       | 978-85-426-1586-9 |
| 88  | 2 de março de 2018     | 978-4-08-881362-2 | abril de 2019           | 978-85-426-1942-3 |
| 89  | 4 de junho de 2018     | 978-4-08-881496-4 | junho de 2019           | 978-85-426-2053-5 |
| 90  | 4 de setembro de 2018  | 978-4-08-881562-6 | agosto de 2019          | 978-85-426-2341-3 |
| 91  | 4 de dezembro de 2018  | 978-4-08-881644-9 | outubro de 2019         | 978-85-426-2487-8 |
| 92  | 4 de março de 2019     | 978-4-08-881758-3 | 9 de janeiro de 2020    | 978-85-426-2667-4 |
| 93  | 4 de julho de 2019     | 978-4-08-881877-1 | 12 de março de 2020     | 978-85-426-2939-2 |
| 94  | 4 de outubro de 2019   | 978-4-08-882054-5 | 8 de maio de 2020       | 978-85-426-2995-8 |
| 95  | 28 de dezembro de 2019 | 978-4-08-882169-6 | 24 de junho de 2020     | 978-65-5512-101-8 |
| 96  | 3 de abril de 2020     | 978-4-08-882252-5 | 26 de agosto de 2020    | 978-65-5512-324-1 |
| 97  | 16 de setembro de 2020 | 978-4-08-882347-8 | 24 de dezembro de 2020  | 978-65-5512-831-4 |
| 98  | 4 de fevereiro de 2021 | 978-4-08-882423-9 | 21 de maio de 2021      | 978-65-5960-096-0 |
| 99  | 4 de junho de 2021     | 978-4-08-882691-2 | 15 de outubro de 2021   | 978-65-5960-935-2 |
| 100 | 3 de setembro de 2021  | 978-4-08-882780-3 | fevereiro de 2022       | 978-65-5960-534-7 |
| 101 | 3 de dezembro de 2021  | 978-4-08-883003-2 | 13 de maio de 2022      | 978-65-5960-703-7 |
| 102 | 4 de abril de 2022     | 978-4-08-883120-6 | 12 de agosto de 2022    | 978-65-259-0122-0 |
| 103 | 4 de agosto de 2022    | 978-4-08-883190-9 | 19 de maio de 2023      | 978-65-259-1443-5 |
| 104 | 4 de novembro de 2022  | 978-4-08-883287-6 | 26 de agosto de 2023    | 978-65-259-0711-6 |
| 105 | 3 de março de 2023     | 978-4-08-883436-8 | 23 de novembro de 2023  | 978-65-259-2359-8 |
| 106 | 4 de julho de 2023     | 978-4-08-883644-7 | 16 de fevereiro de 2024 | 978-65-259-2069-6 |
| 107 | 2 de novembro de 2023  | 978-4-08-883785-7 | 29 de maio de 2024      | 978-65-259-1891-4 |
| 108 | 4 de março de 2024     | 978-4-08-884013-0 | 9 de agosto de 2024     | 978-65-259-3433-4 |
| 109 | 4 de julho de 2024     | 978-4-08-884196-0 | Fevereiro de 2025       | 978-65-259-3433-4 |
| 110 | 1 de novembro de 2024  | 978-4-08-884314-8 | Julho de 2025           | 978-65-259-3433-4 |
| 111 | 4 de março de 2025     | 978-4-08-884491-6 | Dezembro de 2025        | 978-65-259-3433-4 |

Datas de lançamento das edições brasileiras da Conrad
*Um volume da Conrad equivale à metade de um volume japonês.
1. fevereiro de 2002
2. abril de 2002
3. maio de 2002
4. junho de 2002
5. julho de 2002
6. agosto de 2002
7. setembro de 2002
8. outubro de 2002
9. novembro de 2002
10. dezembro de 2002
11. janeiro de 2003
12. fevereiro de 2003
13. março de 2003
14. abril de 2003
15. maio de 2003
16. junho de 2003
17. julho de 2003
18. agosto de 2003
19. setembro de 2003
20. novembro de 2003
21. dezembro de 2003
22. janeiro de 2004
23. fevereiro de 2004
24. março de 2004
25. abril de 2004
26. maio de 2004
27. junho de 2004
28. julho de 2004
29. agosto de 2004
30. setembro de 2004
31. outubro de 2004
32. novembro de 2004
33. dezembro de 2004
34. janeiro de 2005
35. fevereiro de 2005
36. março de 2005
37. abril de 2005
38. maio de 2005
39. maio de 2005
40. julho de 2005
41. agosto de 2005
42. setembro de 2005
43. outubro de 2005
44. novembro de 2005
45. dezembro de 2005
46. janeiro de 2006
47. fevereiro de 2006
48. março de 2006
49. abril de 2006
50. maio de 2006
51. junho de 2006
52. julho de 2006
53. agosto de 2006
54. setembro de 2006
55. outubro de 2006
56. novembro de 2006
57. dezembro de 2006
58. janeiro de 2007
59. fevereiro de 2007
60. março de 2007
61. abril de 2007
62. maio de 2007
63. junho de 2007
64. julho de 2007
65. agosto de 2007
66. outubro de 2007
67. maio de 2008
68. junho de 2008
69. outubro de 2008
70. outubro de 2008 (Cancelado)

### Anime

#### Filmes de festival e OVAs

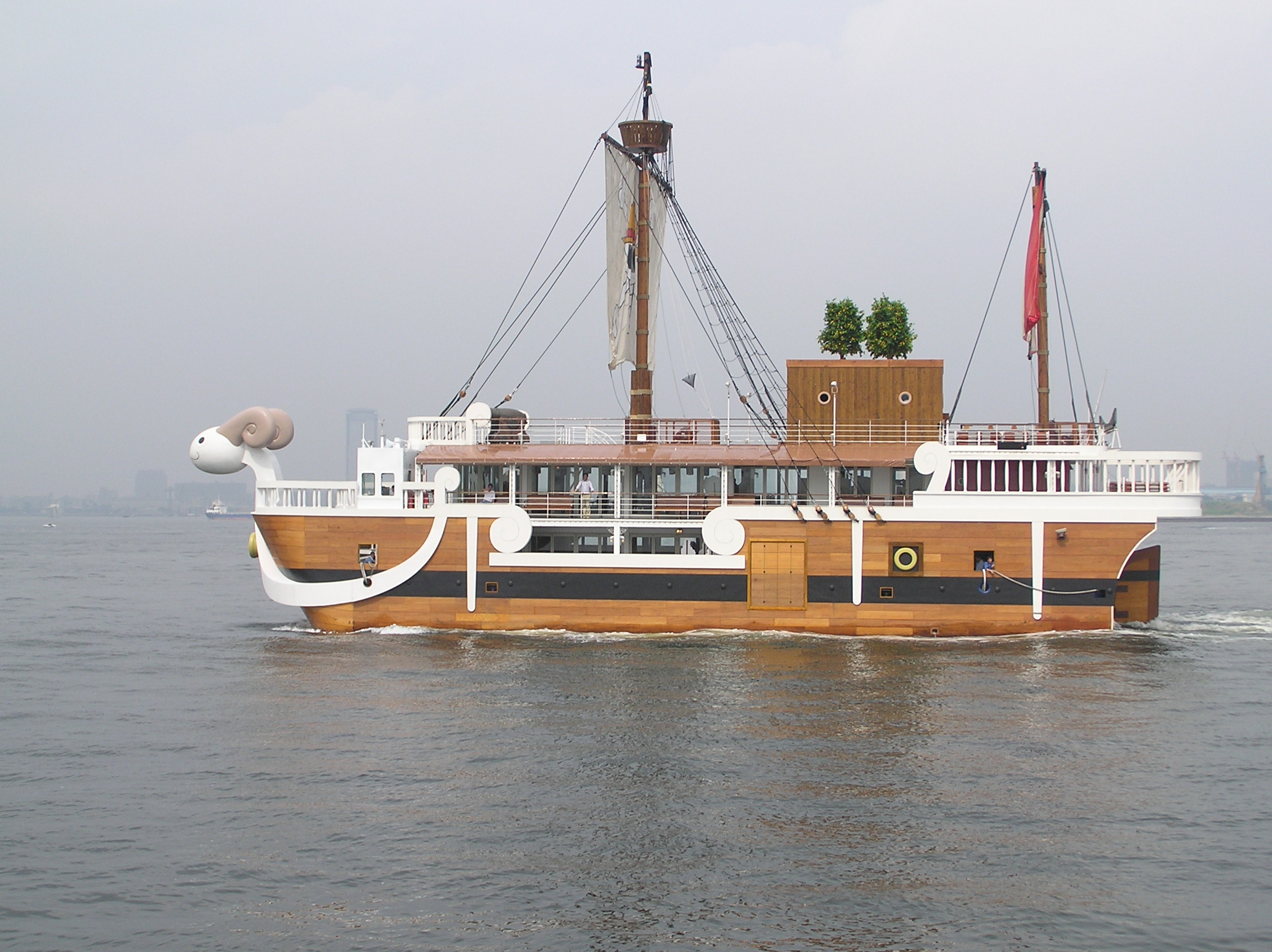
Uma reprodução do Going Merry no Japão (2003)

One Piece: Defeat Him! The Pirate Ganzack! foi produzido pela Production I.G para o Jump Super Anime Tour de the 1998 e foi dirigido por Gorō Taniguchi.
Um segundo filme, One Piece: Romance Dawn Story, foi produzido pela Toei Animation em julho de 2008 para o Jump Super Anime Tour. Tem 34 minutos de duração e foi baseado na primeira versão de Romance Dawn. Inclui os Piratas do Chapéu de Palha até Brook e seu segundo navio, o Thousand Sunny. O filme foi lançado mais tarde como um DVD de conteúdo triplo, com Dragon Ball: Yo! Son Goku and His Friends Return!! e Tegami Bachi: Light and Blue Night, que estava disponível apenas através de uma oferta de correio exclusivamente para residentes japoneses.
O OVA One Piece Film Strong World: Episode 0 adapta o especial do mangá "Chapter 0", que mostra como estavam as coisas antes e depois da morte de Roger. Recebeu um lançamento limitado de três mil DVDs como uma colaboração com a marca House Foods.

#### Série de anime de 1999
A adaptação de anime mais popular começou a ser exibida em 20 de outubro de 1999 no canal de televisão japonês Fuji Television, produzido pela Toei Animation, Possui 1.132 episódios e também é exportado para vários outros países do mundo. Além de adaptar o mangá, o anime inclui alguns episódios ou arcos de história de preenchimento, e vários episódios especiais. Em Portugal, foram exibidos no SIC em 3 de janeiro de 2005, SIC Radical em 17 de dezembro de 2007 e Biggs em 5 de setembro de 2011. No Brasil, foram exibidos com dublagem de DPN Santos no canal fechado Cartoon Network em 1º de maio de 2006 e pelo canal aberto SBT em 6 de outubro de 2008. A distribuidora brasileira Playarte chegou a lançar essa versão dublada em DVD em 2008, acompanhada de uma versão legendada sem cortes. Em 2014, a Crunchyroll começou a exibir a série em simulcast em seu serviço de streaming. A redublagem começou em 2019 pela UniDub, que foi exibido pelo serviço de streaming Netflix em 12 de outubro de 2020. Atualmente são exibidos pelos serviços de streaming Netflix, Max, Claro Video, Crunchyroll e Prime Video. Em 2024, retorna de 15 anos depois à exibição pela televisão, no canal Adult Swim em 1º de abril de 2024, tendo sua redublagem vinda do Max.

#### Futura ONA
Em dezembro de 2023, uma nova adaptação de anime foi anunciada pela Wit Studio como estúdio de animação, que se chamaria The One Piece e adaptaria a Saga East Blue, com estreia programada na plataforma de streaming Netflix para o 25º aniversário da série de anime de 1999. A série é dirigida por Masashi Koizuka, com Hideaki Abe como assistente de direção e Kyoji Asano e Takatoshi Honda como designers de personagens e diretores. da animação principal. Yasuhiro Kajino será responsável pelo design visual e de criaturas, e Eri Taguchi será responsável pelo design de adereços. Taku Kishimoto será responsável pelos roteiros da série e Ken Imaizumi e Shuhei Fukuda serão os animadores de ação. Tomonori Kuroda será o diretor de arte e Ryōma Kawamura será o produtor de animação.

### Série de live-action
Em 2020 a Netflix anunciou que estava desenvolvendo uma adaptação em live-action de One Piece com lançamento previsto para 2023. Em 30 de janeiro de 2023, a Netflix divulgou o primeiro pôster do seriado. O live-action de One Piece estreou com exclusividade na Netflix no dia 31 de agosto de 2023 e já tem uma segunda temporada confirmada.